# Thorsten Waenerberg

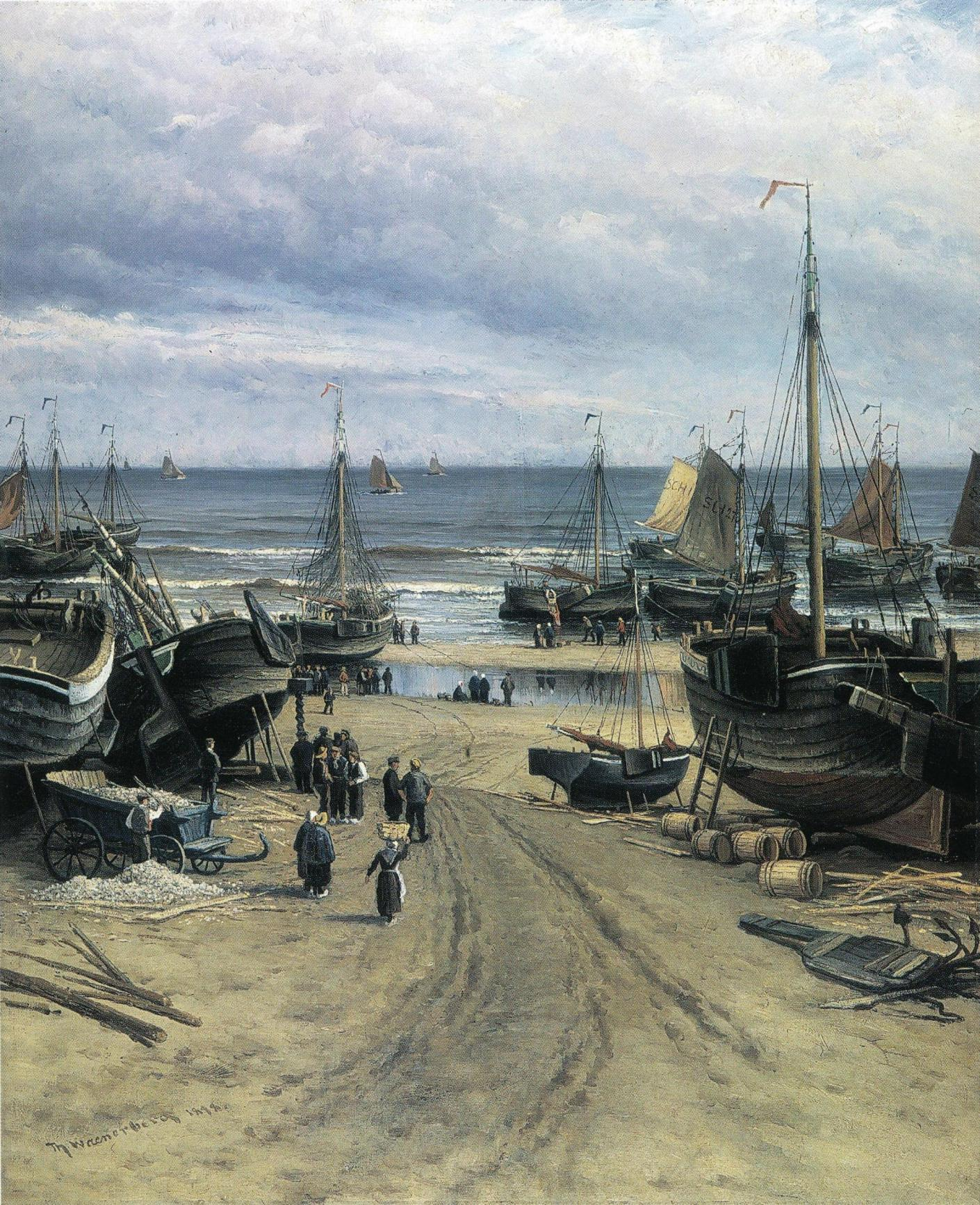
Fiskefartyg på Hollands kust, 1898

Thorsten Adolf Waenerberg, född 25 maj 1846 i Borgå, död 26 februari 1917 i Helsingfors, var en finländsk landskapsmålare.
Han var son till teologen Gabriel Mauritz Waenerberg och Agata Sofia Aschan och bror till gymnasten Elin Kallio.
Han blev student 1865, var elev vid Finska Konstföreningens ritskola (idag Bildkonstakademin) i Helsingfors, studerade flera år i Düsseldorf och Karlsruhe under Hans Gude, en kortare tid i Paris samt 1880—1881 i Haag och Amsterdam. Waenerberg har målat en mängd landskap från Finland, Norge, Holland och Frankrike. Waenerberg är representerad vid Åbo Akademi.
Han erhöll bronsmedalj vid Allmänna finska industri- och konstutställningen 1876.